# Michele Conti (politico)
Michele Conti (Pisa, 3 marzo 1970) è un politico italiano, sindaco di Pisa dal 27 giugno 2018.

## Biografia

### Studi e occupazioni
Nato a Pisa nel 1970, ha trascorso gran parte della sua infanzia a Ghezzano, frazione di San Giuliano Terme. Dopo aver seguito un corso di studi in ambito agronomico, è diventato dottore agronomo. Nel 1996 ha iniziato la sua carriera professionale all'Istituto Zooprofilattico Sperimentale del Lazio e della Toscana, passando prima dalla sezione di Grosseto per poi approdare a quella di Pisa. 
Già direttore del consorzio agrario di Pisa, è  dirigente del Consorzio del Tirreno, oggi Consorzi Agrari d'Italia.

### Attività politica
Nel 1994 è stato eletto al consiglio comunale della sua città nel partito Alleanza Nazionale; rimarrà in carica fino al 2005.
Nel 2018 si è candidato alla carica di sindaco di Pisa sostenuto da una coalizione di centro-destra formata da Lega, Forza Italia e Fratelli d'Italia. Al ballottaggio del 24 giugno, alleandosi con la lista civica "Pisa nel cuore", ha vinto con il 52,29% dei voti imponendosi sul candidato di centro-sinistra Andrea Serfogli e diventando il primo sindaco di centro-destra in 47 anni.
Il 31 ottobre 2018 si è candidato anche a presidente della Provincia di Pisa ma è stato sconfitto dallo sfidante di centro-sinistra Massimiliano Angori.
A novembre dello stesso anno, a seguito delle polemiche nazionali riguardo alla votazione in Senato della Legge sulla violenza verbale promossa dall'onorevole Liliana Segre, ha proposto ufficialmente di conferire alla senatrice la cittadinanza onoraria della Città di Pisa, in quanto le leggi razziali di epoca fascista furono firmate dal re d'Italia proprio in questa città.
Il 21 novembre 2019 è entrato nel Comitato direttivo di ANCI Toscana con delega alle Infrastrutture ed è anche nel Comitato direttivo di ANCI con delega alla Polizia Municipale. Si ricandida alle elezioni amministrative del 2023 e dopo aver sfiorato la vittoria al primo turno vince il ballottaggio confermandosi sindaco.
Nel febbraio del 2024, a seguito della violenta repressione da parte della polizia di stato in Piazza dei Cavalieri di un corteo studentesco che protestava contro la guerra nella Striscia di Gaza, Conti ha criticato pubblicamente l'operato degli agenti coinvolti, invitando poi gli studenti delle scuole superiori locali in consiglio comunale.